# Богомазов Андрій Васильович
Андрій Васильович Богомазов (11 листопада 1918, село Пашківка, тепер Ніжинського району Чернігівської області — ?) — український радянський діяч, 1-й секретар Бориславського і Стрийського міськкомів КПУ Львівської області, заступник голови Дрогобицького облвиконкому.

## Життєпис
Освіта вища.
З липня 1941 до листопада 1946 року — в Червоній армії, учасник німецько-радянської війни з серпня 1942 року. Служив на інженерній роботі в окремому танковому батальйоні 1-го повітряно-десантного корпусу та 641-му мінометному полку 37-ї гвардійської стрілецької дивізії, був начальником артилерійського постачання 42-го окремого гвардійського винищувального протитанкового батальйону 37-ї гвардійської стрілецької дивізії. Воював на Сталінградському, Центральному та Білоруському фронтах.
Член ВКП(б) з 1943 року.
До квітня 1953 року — партійний організатор (парторг) ЦК КПРС 9-го нафтопромислу тресту «Бориславнафта» Дрогобицької області.
У квітні 1953 — лютому 1956 року — 1-й секретар Бориславського міського комітету КПУ Дрогобицької області.
У лютому 1956 — травні 1959 року — заступник голови виконавчого комітету Дрогобицької обласної ради депутатів трудящих.
У червні 1959—1961 роках — 1-й секретар Стрийського міського комітету КПУ Львівської області.
Потім — голова Львівського обласного комітету профспілки працівників лісової та деревообробної промисловості.
На 1975—1976 роки — секретар Львівської обласної ради професійних спілок.
Подальша доля невідома. На 1985 рік — персональний пенсіонер.

## Звання
- гвардії старший технік-лейтенант
- гвардії капітан адміністративно-технічної служби
- майор

## Нагороди
- орден Вітчизняної війни ІІ ступеня (6.04.1985)
- орден «Знак Пошани» (26.02.1958)
- орден Червоної Зірки (6.07.1944)
- медаль «За оборону Москви»
- медаль «За оборону Сталінграда»
- медаль «За визволення Варшави» (1945)
- медаль «За перемогу над Німеччиною у Великій Вітчизняній війні 1941—1945 рр.» (1945)